# Maria Teresa Ferrari
Maria Teresa Ferrari (Buenos Aires, 11 ottobre 1887 – 30 ottobre 1956) è stata una medica e docente argentina, attivista femminista. Prima donna in Argentina a insegnare nella Facoltà di medicina.

## Biografia

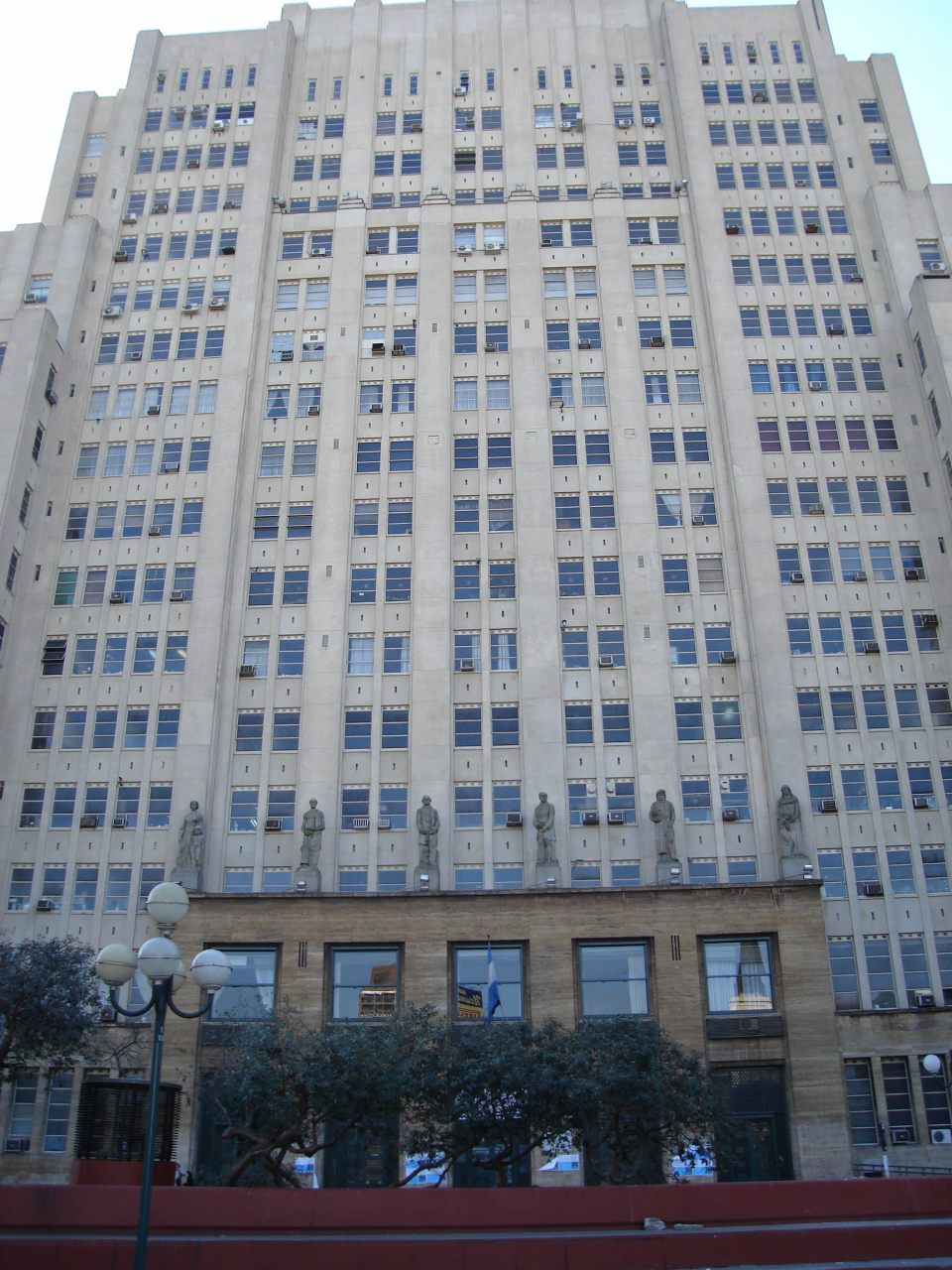
La Facoltà di Medicina dell'Università Nazionale di Buenos Aires conferì a Ferraro la laurea in medicina nel 1911

Nata in una famiglia benestante i cui antenati avevano collaborato alla guerra di indipendenza dell'Argentina dalla Spagna, Ignorando le convenzioni che assegnavano alle donne della sua classe sociale il ruolo di madre e moglie, si iscrive alla Scuola Normale di Buenos Aires, nel 1903 consegue il diploma di insegnante ed inizia a insegnare al Colegio William Morris e alla Escuela Nº 3 Bernardino Rivadavia. Avendo in precedenza studiato Psicologia sperimentale decide di applicare queste tecniche nelle sue classi, incontrando inizialmente la disapprovazione della direzione che successivamente li accetta vista l'efficacia ottenuta nel motivare ed incoraggiare gli studenti. Nel 1904 si iscrive alla facoltà di medicina dell'Università Nazionale di Buenos Aires continuando contemporaneamente a insegnare. Si laurea in medicina nel 1911.
Nello stesso anno sposa Nicolas M. Gaudino un altro medico e nel 1918 la coppia ha un figlio, Maurio Nicholás Gaudino
Muore il 30 ottobre 1956 a Buenos Aires.

## Carriera

### Carriera universitaria
Nel 1914 inizia a lavorare presso la clinica ostetrica dell'Ospedale Ramos Mejía di Buenos Aires e contemporaneamente chiede di essere assunta come docente nella facoltà di medicina. La richiesta viene rifiutata con la seguente motivazione: "Nonostante le loro qualifiche, per ragioni fisiologiche e psicologiche le persone di sesso femminile non soddisfano le condizioni richieste per essere assunte come professori nella Facoltà di Medicina". L'anno successivo le viene permesso di insegnare alla School of Midwifery, ma questa scuola non ha reputazione e credenziali paragonabili ad una cattedra universitaria, e quindi nel 1919 fa di nuovo domanda all'università ma incontra di nuovo resistenze. I membri del Consiglio direttivo cercano in ogni modo di contrastarla ritardando la convocazione dei giurati fino al 1925, alterando le prove, ignorando le raccomandazioni e rinviando la decisione. Solo nel 1926 la dottoressa Speroni, dopo aver esaminato tutte le sue esperienze, scrive al preside, chiedendogli di ammetterla viste le sue referenze. Tuttavia solo nel 1927 i giurati le assegnano la cattedra come supplente, con la votazione di tredici contro due. Questo suo incarico viene ampiamente messo in rilievo da molti giornali locali

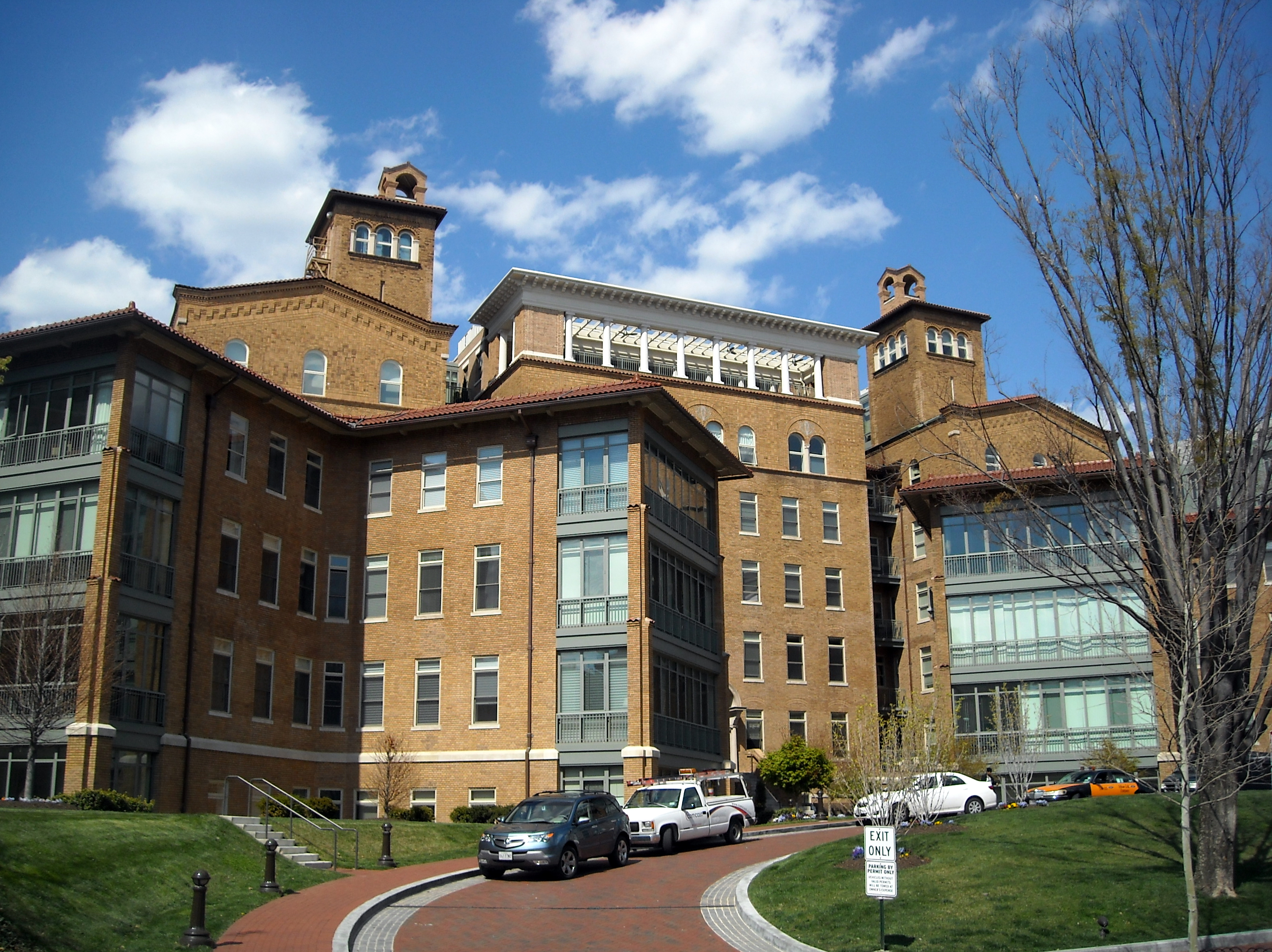
Il Columbia Hospital for Women, a Washington, DC, dove la Ferrari era un medico assistente

Nel frattempo, continua i suoi studi diventando assistente presso la clinica Marie Curie di Parigi, dove, dato il suo interesse a trovare un'alternativa all'uso della chirurgia , si interessa alla radioterapia per la cura dei tumori uterini, e presso il Columbia Hospital for Women and Lying-In Asylum di Washington, DC. Sviluppa un vaginoscopio che rivoluziona l'assistenza sanitaria, in quanto più semplice da sterilizzare e più adatto dei vari Speculum
Questi suoi studi sono da lei poi usati come base per una tesi sul "Trattamento dei tumori uterini con radiazioni". Nel 1925 è nominata delegata del governo argentino al First Child Welfare Congress a Ginevra. Uno dei temi principali della conferenza è proprio la formazione delle ostetriche nelle pratiche di lavoro e igiene. L'11 agosto del 1927 le viene assegnata la cattedra e torna in Argentina; in suo onore si tiene una celebrazione al Jockey Club di Buenos Aires, con la presenza del ministro degli Interni, José P. Tamborini. Inoltre, presso l'Hospital Militar è nominata responsabile della maternità e della ginecologia, incarico che manterrà fino al 1939.

### Ospedale militare

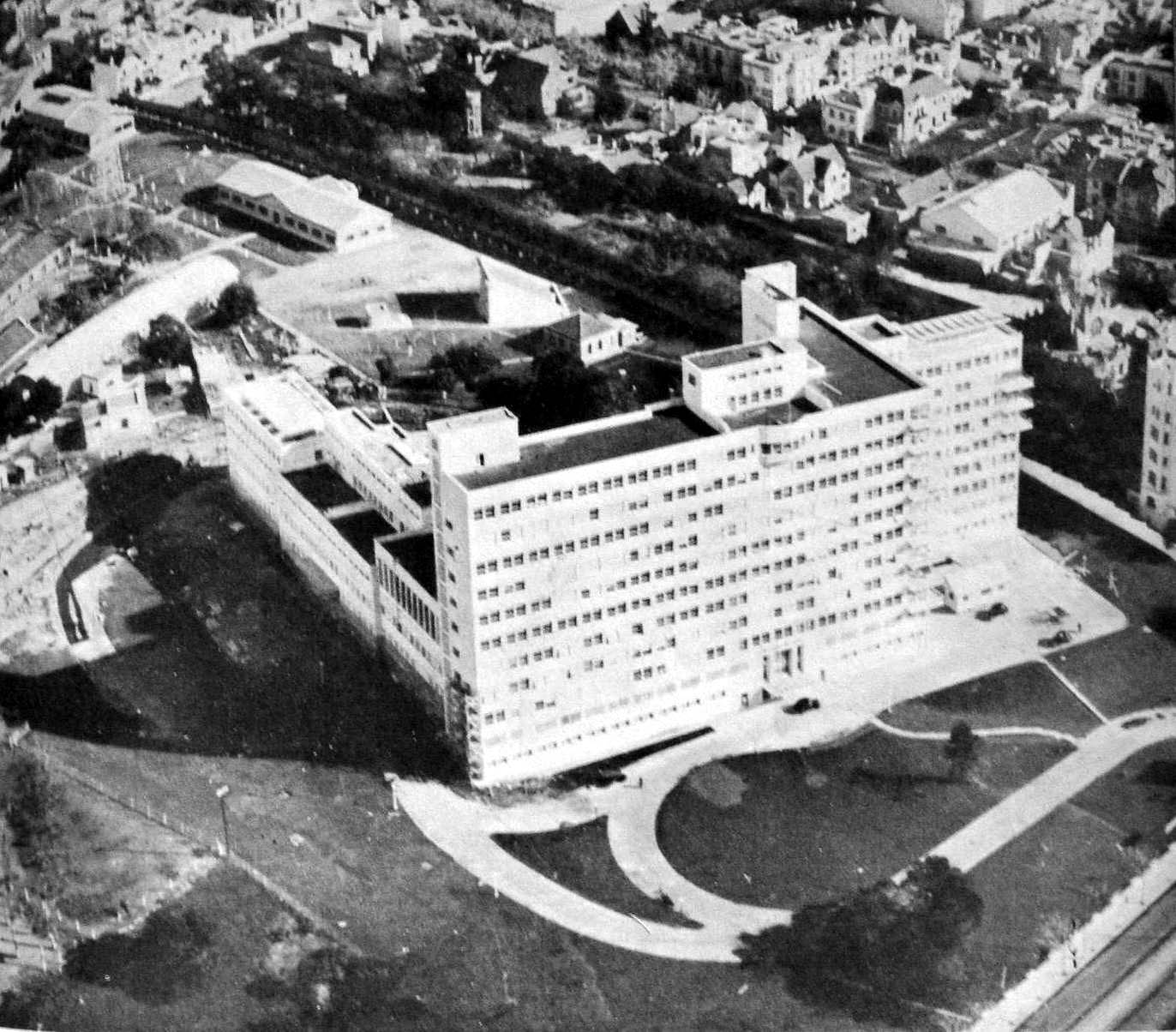
Ospedale Militare Centrale

Nel 1925 assiste la moglie di un militare durante il parto presso l'Hospital Militar Central di Buenos Aires e si rende conto che la struttura non dispone di un'unità ginecologica e così propone di creare un reparto ginecologico eun servizio di incubazione con una stanza sterile con aria purificata Nel giro di cinque anni il reparto viene ampliato con due sale parto, una propria struttura di sterilizzazione, una unità di recupero e quaranta posti letto in stanze private. Sebbene la radiologia fosse già sperimentata in molte parti del mondo, in Argentina vi è molta resistenza nell'usarla, ma lei insistette molto per introdurla.
Alla commemorazione del decennale del reparto maternità partecipano il Ministro della Guerra, il Direttore Generale della Sanità, il Direttore dell'Ospedale e altri alti funzionari, nonché i bambini nati nei dieci anni precedenti, insieme alle loro famiglie.

### Esperienze all'estero
Negli Stati Uniti presso la Columbia University assiste ad un taglio cesareo, ottenendo così il privilegio di essere la prima donna argentina ad aver partecipato ad un intervento chirurgico presso il Washington, DC. Nel 1930 è presente come delegata argentina al VII Congresso medico dell'America Latina tenutosi in Messico; presiede la prima sessione generale, presentando tre articoli riguardanti i tumori uterini e la sifilide. È anche delegata al 2º Congresso dell'Associazione Medica Panamericana a Panama. Continua i suoi studi concentrandosi su colibacillosi, sepsi, infezioni puerperali e per indagare la possibilità di sviluppare vaccini per prevenire le infezioni derivanti dal parto o dall'aborto spontaneo .
Nel 1936 fonda la Federazione Argentina delle Donne Universitarie (FAMU) per aprire le porte all'istruzione femminile e per migliorare le condizioni sociali e legali delle donne. Decide di reclutare donne professioniste, tra cui medici, dentisti e avvocati. La federazione sostiene che l'emancipazione non è soltanto un'aspirazione politica, ma un diritto acquisito dalla sofferenza, dal lavoro e dalla privazione vissuta dalle donne. Nel 1938, la FAMU si è unita alla Federazione internazionale delle donne universitarie.

### Decennio infame
Dopo il colpo di stato del 1930 e lo spostamento del governo verso politiche molto conservatrici, è costretta a lasciare l'ospedale nel 1939.. Ma nel frattempo nel 1939 viene finalmente nominata professore ordinario, ricevendo il titolo di "Professor Straordinario" della Facoltà di Ostetricia. Ha comunque continuato la sua formazione per tutti gli anni '40, viaggiando a Cuba, New York, Pennsylvania, Perù e Porto Rico, pubblicando le sue ricerche su diverse riviste. Nel 1946 si è dimette da presidente della Federazione Argentina delle donne universitarie pur continuando a rappresentare l'organizzazione in eventi pubblici, come il Primo congresso americano delle donne a Città del Guatemala nel 1947.
Dopo 43 anni di insegnamento le viene chiesto di dimettersi dalla sua posizione di docente di psicologia , perché si rifiuta di partecipare a un fondo di contribuzione politica. Nel 1952 decide di ritirarsi per non andare contro i suoi ideali e per unirsi al movimento peronista.  Successivamente all'elezione di Péron è avviata una grande revisione del sistema sanitario argentino. All'inizio viene lanciata una campagna di vaccinazione e contro la malaria, vengono aumentati i posti letto negli ospedali. Ma l'attuazione delle riforme sarà irregolare e scarseggiano i servizi sanitari ai più bisognosi.

## Affiliazioni professionali
Maria Teresa Ferrari è un membro importantissimo dell'Associazione medica e della Società argentina di ostetricia e ginecologia. Partecipa anche alla Società di Medicina e Chirurgia di Rio de Janeiro.

## Scritti
- (ES) Contribución al estudio de la medicación hipofisiaria en Obstetricia, Facultad de Ciencias Médicas, 1912.
- (ES) Infecciones puerperales. Tratadas por vacunas Coli, Anales de Sociedad de Obstetricia y Ginecología, 1914.
- (ES) Vagido Uterino, Revista Argentina Obstetricia y Ginecología, 1917.
- Tumores del ovario complicando el embarazo, el parto y el puerperio, La Semana Médica, 1921.
- (ES) Siphilis et Mortalité, La Semana Médica, 1922.
- (FR) Traitement de la sténose du col de l'uterus par Tige Iribarbe, Boletín de la Société de Gynecolegie et d'Obstetrique de París, 1923.
- (ES) Vaginoscopio, La Semana Médica, 1924.
- (ES) Tratamiento de los Fibromas Uterinos por Radio, AG Bufarrini, 1928.
- (ES) El Radio en la Fibromatosis Uterina, La Semana Médica, 1932.
- (ES) El Radio frente a la cirugía en el Tratamiento de los Fibromas uterinos, vol. 22, 1939.
- (ES) Mme. Curie, la Radioactividad y sus proyecciones en a Física y la Terapéutica, vol. 10, 1941.
- (FR) 570 casos de Fibromas Uterins traités avec succés par la Curieteherapie, Revue Gynecolegie et Ostetrique, 1947.
- (FR) Fibromas Uterins traits avec success par la Curietherapie, Journal Suisse de Medicine, 1948.
- (ES) Tratamiento de la Fibromatosis Uterina por el Radio, vol. 7, Toco Ginecología Práctica, 1948.[18]